# Мастігас
Мастігас або Мастіна (д/н — 541) — володар Мавро-римського царства.

## Життєпис
Ймовірно був сином або іншим родичем царя Масуни. Вже з кінця 520-х років був співволодарем батька, оскільки згадується очільником окремого загону при допомозі візантійців у приборканні маврусіїв Бізацени і Нумідії. 535 року успадкував владу. Спрямував зусилля на збереження влади над значною частиною Мавретанії. Водночас знаний тим, що підтримував християнство у своїх володіннях та карбував монети з власною монограмою та зображенням імператора Юстиніана I.
Мастіга з огляду на посилення візантійської влади та повернення правових й господарських традицій часів Римської імперії перейшов на бік ворога Візантії — Ябди, царя Авреса. Спільно з останнім Мастігас атакував володіння царя Ортаї (правив в частині колишньої Мавретанія Сітіфенської), що був вірним союзником імперії. В результаті Мастігас встановив значний контроль над цієї областю, а Ортая визнав зверхність Мастігаса або уклав союзний договір.
З початком боротьби Соломона, очільника преторіанської префектири Африки, проти Ябди, Мастігас надав останньому підтримку, але відкрито не виступав проти візантійської адміністрації. У 541 році візантійці завдали поразки Ябді, після чого вдерлися до області Заба, яка підпорядковувалася Мастігасу. Останній зазнав поразки. Візантійський історик Прокопій Кесарійський свідчить, що до того провінція Мавретанія Перша, окрім Цезареї, підкорялася Мастігасу, після його поразки владу імперії відновив Соломон. Проте ймовірніше імператорська влада поширювалася на прибережну територію. 541 року Мастігас помер або загинув. Владу успадкував його зять Стотца.